# Pays d'élection

In bianco, i pays d'élections nel 1789

I pays d'élection (pronuncia francese: [pɛi delɛksjɔ]) sono stati uno dei tre tipi di généralité, regioni fiscali e finanziarie, in cui era divisa la Francia durante l'Ancien Régime.

## Descrizione
Il rappresentante del governo regio, l'intendente, suddivideva le imposte in ciascuna regione con l'aiuto degli élus, che furono a lungo eletti dagli Stati Generali, da cui il nome del loro ufficio e quello di pays d'élection. Dal 1614 al 1789, tuttavia, gli Stati Generali non si riunirono e il Re nominò sia gli intendenti sia gli élus. Ciò si contrapponeva con i pays d'état, come la Bretagna o la Borgogna, dove la politica fiscale era regolata da regole locali e beneficiava di una certa autonomia, e con i pays d'imposition come la Franca Contea.